# 미쓰사토촌
미쓰사토촌(三ッ里村)은 도쿄부 니시타마군에 일찍이 존재했던 촌이다.

## 지리
- 현재의 아키루노시 서부에 해당한다.

## 역사
- 1889년 4월 1일 - 정촌제 시행에 수반해 가나가와현 니시타마군 미쓰사토촌이 성립하였다.
- 1893년 4월 1일 - 니시타마군이 미나미타마군, 기타타마군과 함께 도쿄부에 이관되었다.
- 1918년 12월 1일 - 구 이쓰카이치정, 메이지촌과 합병해 새로운 이쓰카이치정이 성립하여, 미쓰사토촌은 소멸하였다.

## 참고문헌
- 角川日本地名大辞典編纂委員会『角川日本地名大辞典 13 東京都』、角川書店、1978年、ISBN 4-04-001130-9
- 日本加除出版株式会社編集部『全国市町村名変遷総覧』、日本加除出版、2006年、ISBN 4-8178-1318-0